# Jo O'Meara
Pour les articles homonymes, voir O'Meara.
 (septembre 2021).
Si vous disposez d'ouvrages ou d'articles de référence ou si vous connaissez des sites web de qualité traitant du thème abordé ici, merci de compléter l'article en donnant les références utiles à sa vérifiabilité et en les liant à la section « Notes et références ».
Joanne Valda, dite Jo O'Meara, est une chanteuse et actrice anglaise, née le 29 avril 1979 à Romford, Grand Londres. Ancienne membre du groupe S Club 7, elle fait maintenant carrière seule.

## Biographie

### Carrière
Au sein de S Club 7, Jo O'Meara est celle qui interprète le plus de chansons, dont la célèbre Never Had a Dream Come True.
Vers les derniers temps du S Club, elle doit ralentir ses activités, dont la danse, à cause d'un problème important au dos, au point que, dans plusieurs scènes du film Seeing Double du S Club, elle doit être remplacée par une doublure. Après la séparation du groupe en 2003, elle décide de se consacrer à sa carrière solo.
En juillet 2005, elle sort son premier single : What Hurts the Most. En septembre de la même année, elle lance son premier album solo, intitulé Relentless. 
En 2008, Jo O'Meara, Bradley McIntosh et Paul Cattermole annoncent qu'ils se réunissent pour faire renaître le groupe, sous l'appellation S Club 3.
En 2014, le S Club 7 se reforme le temps d'une représentation pour la BBC Children in Need où ils interprètent un medley de leurs plus grands hits.
En 2015, le groupe fait son grand retour sur scène à l'occasion d'une tournée au Royaume-Uni intitulé : Bring It All Back – 2015 Arena Tour.
Février 2023, le groupe annonce qu'une tournée est prévue à l'occasion des 25 ans de S Club 7 à l'automne 2023.
Celle-ci se fera sans Paul Cattermole , décédé en avril 2023 des suites de problèmes cardiaques et sans Hannah Spearritt qui décide de ne plus y participer.
Les membres du groupe lui dédient cette tournée appelée Good Times Tour, référence à une chanson interprétée par Paul, un hommage lui est rendu lors de chaque représentation.

### Vie privée
Le 12 mai 2008, elle donne naissance à son premier enfant, Lenny (prénom choisi en hommage à son grand-père). Le père est son ancien compagnon, Biil Sate.

## Filmographie

### Serie télévisée
- 1999 - 2003 : S Club 7 : Jo O'Meara

### Films
- 2003 : Seeing Double de Nigel Dick : Jo O'Meara

## Discographie

### Avec le S Club 7
- S Club (1999)
- 7 (2000)
- Sunshine (2001)
- Seeing Double (2002)
- Best - The Greatest Hits Of S Club 7 (2003)

### Solo
- 2005 : Relentless